# Hakim Bey
Peter Lamborn Wilson, conocido con el seudónimo Hakim Bey (Baltimore, 1945-Saugerties, 22 de mayo de 2022) fue un escritor, ensayista y poeta estadounidense que se describía a sí mismo como «anarquista ontológico» y sufí. Hakim Bey significa «el señor juez» en turco. Se hizo famoso en 1990 con su obra Zona temporalmente autónoma. Se le asocia con las tendencias anarquistas de la anarquía posizquierda y el anarcoindividualismo, aunque también reconoce simpatía hacia la IWW. Algunos escritores lo consideran el padre ideológico de los hackers.

## Biografía
Wilson nació en Baltimore el 20 de octubre de 1945. Mientras cursaba la carrera de clásicas en la Universidad de Columbia, conoció a Warren Tartaglia, que por aquel entonces presentaba el islam a los estudiantes como líder de un grupo llamado Noble Moors. Atraído por la filosofía, Wilson se inició en el grupo, pero más tarde se unió a un grupo de miembros disidentes que fundaron la Moorish Orthodox Church. La Iglesia mantuvo una presencia en la League for Spiritual Discovery, el grupo creado por Timothy Leary.
Consternado por el clima social y político, Wilson también había decidido abandonar Estados Unidos, y poco después del asesinato de Martin Luther King Jr., en 1968 voló al Líbano, para llegar finalmente a la India con la intención de estudiar sufismo, pero quedó fascinado por el Tantra, siguiendo la pista de Ganesh Baba. Pasó un mes en un hospital misionero de Katmandú recibiendo tratamiento para la hepatitis, y practicó técnicas de meditación en una cueva sobre la orilla oriental del Ganges. Al parecer, también ingirió grandes cantidades de cannabis.
Wilson viajó a Pakistán. Allí vivió en varios lugares, mezclándose con príncipes y sufíes, pasando de casas de té a fumaderos de opio. En Quetta encontró "un desprecio total por todo gobierno", con gente que dependía de la familia, los clanes o las tribus, lo que le atrajo.
Wilson se trasladó entonces a Irán. Allí desarrolló su erudición. Tradujo textos clásicos persas con el erudito francés Henry Corbin, y también trabajó como periodista en el Tehran Journal. En 1974, Farah Pahlavi, emperatriz de Irán, encargó a su secretario personal, el erudito Seyyed Hossein Nasr, la creación de la Academia Imperial Iraní de Filosofía. Nasr ofreció a Wilson el puesto de director de sus publicaciones en inglés y la dirección de su revista Sophia Perennis. Wilson dirigió esta revista desde 1975 hasta 1978.
Tras la Revolución iraní de 1979, Wilson vivió en Nueva York, compartiendo una casa con William Burroughs, con quien se unió por sus intereses comunes. Burroughs agradeció a Wilson el material sobre Hassan-i Sabbah que utilizó para su novela The Western Lands.
Wilson vivía al norte del estado de Nueva York. Un fondo fiduciario familiar le permitía vivir en un estado que él denominaba "independientemente pobre". Wilson murió de insuficiencia cardíaca el 22 de mayo de 2022, en Saugerties, Nueva York.

## Críticas y controversias
Murray Bookchin incluyó la obra de Wilson (como Bey) en lo que denominó "anarquismo de estilo de vida", donde criticó los escritos de Wilson por sus tendencias hacia el misticismo, el ocultismo y el irracionalismo. Wilson no respondió públicamente. Bob Black escribió una réplica a Bookchin en Anarchy after Leftism.
Algunos escritores se han mostrado preocupados por el apoyo de Bey a que los adultos mantengan relaciones sexuales con niños. Michael Muhammad Knight, novelista y antiguo amigo de Wilson, declaró que "escribir para NAMBLA equivale a activismo en la vida real". Como Hakim Bey, Peter "crea la teología de la liberación de un pederasta y luego la publica para un público de delincuentes potenciales" y renegó de su antiguo mentor.
John Zerzan describió a Bey como un "liberal posmoderno", poseedor de un "método" "tan espantoso como sus pretensiones de veracidad, y esencialmente conforme al posmodernismo de manual. El esteticismo más el sabidismo es la fórmula [...]; cínico en cuanto a la posibilidad de sentido, alérgico al análisis, enganchado a los juegos de palabras de moda", y "básicamente reformista".

## Obra
- The Winter Calligraphy of Ustad Selim, & Other Poems (1975) (Ipswich, Inglaterra) ISBN 0-903880-05-9
- Science and Technology in Islam (1976) (con Leonard Harrow)
- Traditional Modes of Contemplation & Action (1977) (editor, con Yusuf Ibish)
- Nasir-I Khusraw: 40 Poems from the Divan (1977) (traductor y editor, con Gholamreza Aavani) ISBN 0-87773-730-4
- DIVAN (1978) (poemas, Londres/Teherán)
- Kings of Love: The Poetry and History of the Nimatullahi Sufi Order of Iran (1978) (traductor y editor, con Nasrollah Pourjavady; Teherán)
- Angels (1980, 1994) ISBN 0-500-11017-4 (edición resumida: ISBN 0-500-81044-3)
- Weaver of Tales: Persian Picture Rugs (1980) (con Karl Schlamminger)
- Divine Flashes (1982) (por Fakhruddin 'Iraqi, traducida e introducida con William Chittick; Paulist Press (Mahwah, Nueva Jersey)) ISBN 0-8091-2372-X
- Crowstone: The Chronicles of Qamar (1983) (como Hakim)
- CHAOS: The Broadsheets of Ontological Anarchism (1985) (como Hakim Bey; Grim Reaper Press (Weehawken, Nueva Jersey))
- Semiotext(e) USA (1987) (coeditor, con Jim Fleming)
- Scandal: Essays in Islamic Heresy (1988) (Autonomedia (Brooklyn, Nueva York)) ISBN 0-936756-15-2
- The Drunken Universe: An Anthology of Persian Sufi Poetry (1988) (traductor y editor, con Nasrollah Pourjavady) ISBN 0-933999-65-8
- Semiotext(e) SF (1989) (coeditor, con Rudy Rucker y Robert Anton Wilson)
- The Universe:  A Mirror of Itself (1992?) (Xexoxial Editions (La Farge, Wisconsin))
- Aimless Wanderings: Chuang Tzu's Chaos Linguistics (1993) (as Hakim Bey; Xexoxial Editions (La Farge, Wisconsin))
- Sacred Drift: Essays on the Margins of Islam (1993) (City Lights Books (San Francisco)) ISBN 0-87286-275-5
- The Little Book of Angel Wisdom (1993, 1997) ISBN 1-85230-436-7 ISBN 1-86204-048-6
- O Tribe That Loves Boys: The Poetry of Abu Nuwas (1993) (traductor y editor, como Hakim Bey) ISBN 90-800857-3-1
- Pirate Utopias: Moorish Corsairs and European Renegadoes (1995, 2003) (Autonomedia (Brooklyn, Nueva York)) ISBN 1-57027-158-5
- Millennium (1996) (como Hakim Bey; Autonomedia (Brooklyn, Nueva York) y Garden of Delight (Dublín, Irlanda)) ISBN 1-57027-045-7
- "Shower of Stars" Dream & Book: The Initiatic Dream in Sufism and Taoism (1996) (Autonomedia (Brooklyn, Nueva York)) ISBN 1-57027-036-8
- Escape from the Nineteenth Century and Other Essays (1998) (Autonomedia (Brooklyn, Nueva York)) ISBN 1-57027-073-2
- Wild Children (1998) (coeditor, con Dave Mandl)
- Avant Gardening: Ecological Struggle in the City & the World (1999) (coeditor, con Bill Weinberg) ISBN 1-57027-092-9
- Ploughing the Clouds: The Search for Irish Soma (1999) ISBN 0-87286-326-3
- TAZ: The Temporary Autonomous Zone, Ontological Anarchy, Poetic Terrorism, Second Edition (2003) (como Hakim Bey; incorpora textos completos de CHAOS y Aimless Wanderings; Autonomedia (Brooklyn, Nueva York)) ISBN 1-57027-151-8
- Orgies of the Hemp Eaters (2004) (coeditor como Hakim Bey con Abel Zug) ISBN 1-57027-143-7
- rain queer (2005) (Farfalla Press (Brooklyn, Nueva York)) ISBN 0-9766341-1-2
- Cross-Dressing in the Anti-Rent War (Portable Press at Yo-Yo Labs chapbook, 2005)
- Gothick Institutions (2005) ISBN 0-9770049-0-2
- Green Hermeticism:  Alchemy and Ecology; (con Christopher Bamford y Kevin Townley, Lindisfarne (2007)) ISBN 1-58420-049-9
- Black Fez Manifesto como Hakim Bey (2008) ISBN 978-1-57027-187-8
- Atlantis Manifesto (2da edición, 2009) Shivastan Publishing
- Abecedarium (2010) ISBN 978-0977004980
- Ec(o)logues (Station Hill of Barrytown, 2011) ISBN 978-1-58177-115-2
- Nostalgia/Utopia con Francesco Clemente (Hirmer Publishers, Mary Boone Gallery, 2012) ISBN 978-3-7774-5321-7
- Spiritual Destinations of an Anarchist (2014) ISBN 978-1620490563
- Spiritual Journeys of an Anarchist (2014) ISBN 978-1620490549
- Riverpeople (2014) ISBN 978-1570272608
- Opium Dens I Have Known con Chris Martin (2014) Shivastan Publishing
- Anarchist Ephemera (2016) ISBN 978-1620490709
- False Documents (Barrytown/Station Hill Press, Inc., 2016) ISBN 978-1581771404
- Heresies: Anarchist Memoirs, Anarchist Art (2016) ISBN 978-1570273001
- School of Nite con Nancy Goldring (2016) ISBN 978-1941550823
- Night Market Noodles and Other Tales (2017) ISBN 978-1570273162
- The Temple of Perseus at Panopolis (2017) ISBN 978-1570272875
- Vanished Signs (2018) ISBN 978-0999783115
- Lucky Shadows (2018) ISBN 978-1936687435
- The New Nihilism (Bottle of Smoke Press, 2018) ISBN 978-1937073725
- Utopian Trace: An Oral Presentation (2019) ISBN 978-0578491103
- The American Revolution as a Gigantic Real Estate Scam: And Other Essays in Lost/Found History (2019) ISBN 978-1570273575
- Cauda Pavonis: Esoteric Antinomianism in the Yezidi Tradition (2019) ISBN 978-1945147401
- Hoodoo Metaphysics con Tamara Gonzales (Bearpuff Press, 2019) ISBN 978-0-9829039-5-7
- False Messiah: Crypto-Xtian Tracts and Fragments (2022) ISBN 978-1735043210
- Peacock Angel: The Esoteric Tradition of the Yezidis (2022) ISBN 978-1644114124

### Artículos de Hakim Bey traducidos al español
- Superando el Turismo
- Caos Los Pasquines del Anarquismo Ontológico
- TAZ La Zona Temporalmente Autónoma
- Inmediatismo
- La Guerra de la Información
- Estética del Tong (City of Willows)

- Datos: Q551377
- Multimedia: Peter Lamborn Wilson / Q551377
- Citas célebres: Hakim Bey
- Textos: Autor:Hakim Bey